# Computerworld Hungary
A Computerworld egy magyar informatikai szaklap volt.

## Története
A Computerworldöt a Központi Statisztikai Hivatal indította el 1969-ben, akkor még Számítástechnika néven. 1986-ban, a kéthetente szombatonként megjelenő újságot Futász Dezső és[forrás?] a Computerworld-Informatika Kft. vásárolta meg. A lap sikerét jól mutatja, hogy 1989 januárjától már hetente jelent meg.
A frissen megalakult IDG Hungary Kft. 1991-ben vásárolta meg az újságot, ami egészen 2012 végéig az IDG csoport tagja maradt. 2012 novemberében az IDG Hungary függetlenedett anyacégétől, és Project029 néven folytatta tovább.
Utolsó száma 2023. december 20-án jelent meg, helyét a ComputerTrends nevű, tematikájában hasonló szaklap vette át.

## A két-heti lap
A Computerworld elsősorban üzleti informatikával, hardver-szoftverrel, IT-biztonsággal és B2B vállalati informatikával foglalkozó kéthetente megjelenő lap és online tartalomszolgáltatás volt. Az újság nagy hangsúlyt fektetett arra, hogy a hazai informatikai vezetők minden igényt kielégítő tájékoztatást kapjanak a nemzetközi és a magyarországi trendekről, interjúkon keresztül ismerjék meg a szakértők véleményét, gondolatait egyes témákról, és naprakész információkat kapjanak a vállalati informatikával kapcsolatos újdonságokról és fejlesztésekről. Nem csak a nagyvállalatok, de a KKV-k számára is igyekezett minőségi és érdekes tartalmat kínálni a számítástechnika világáról.
A Computerworld minden második szerdán jelent meg 200 mm × 265 mm-es formátumban, 24 oldalon.

## Rendezvényei
Minden évben több nagyszabású rendezvényt, illetve üzleti reggelit szervezett, vagy vett részt rendezvények megszervezésében. Ilyen az év elején megrendezésre kerülő ICT Day, a tavaszi Open Source és SecWorld Konferencia valamint az őszi CIO.hu konferenciák.

## Társlapjai
- PCW (korábban PC World)
- GS (korábban GameStar)